# Abkhasiens Kommunistiske Parti
Abkhasiens Kommunistiske parti (georgisk: აფხაზეთის კომუნისტური პარტია) er et politisk parti i den georgiske republik Abkhasien. Partiets formand er Oleg Damenia.
AKP blev dannet i marts 1921 med kravet om en separat Abkhasisk sovjetisk republik. Dengang blev det ledet af Eshba, som havde dannet en bolsjevik militarisk-revolutionær gruppe i Sukhumi i 1918. Denne gruppe krævede direkte integration i Sovjetunionen. Efter Sovjetunionens fald, har partiet stadig tæt kontakt til politiske grupper i Rusland. 
| Politisk parti | Spire Denne artikel om et politisk parti eller gruppe er en spire som bør udbygges. Du er velkommen til at hjælpe Wikipedia ved at udvide den. |